# Résolution 687 du Conseil de sécurité des Nations unies
Membres permanents
- Chine
- États-Unis
- France
- Royaume-Uni
- Russie

Membres non permanents
- Autriche
- Belgique
- Côte d'Ivoire
- Cuba
- Équateur
- Inde
- Roumanie
- Yémen
- Zaïre
- Zimbabwe

Résolution no 686 Résolution no 688
La résolution 687 (1991) est une résolution adoptée le 3 avril 1991, par le Conseil de sécurité des Nations unies, dans sa 2981e séance, et qui concerne la fin de la guerre du Golfe et l'inspection de l'Irak par des inspecteurs des Nations unies au sujet de cachettes éventuelles d'armes de destructions massives ou d'armes biologiques.
Le Conseil propose au gouvernement irakien un cessez-le-feu avec les forces internationales se portant au secours du Koweït, en imposant un désarmement généralisé de l'Irak, y-compris dans le domaine nucléaire et chimique.
Le Conseil fait peser sur l'Irak d'intégralité de la responsabilité des dommages causés par la guerre et déclare son intention de mettre sur pied un fonds et une commission d'indemnisation internationale.

## Contexte historique
La résolution 687 est adoptée dans le contexte de la fin de la guerre du Golfe, qui fut une intervention d'une coalition internationale menée par les États-Unis contre l'Irak de Saddam Hussein, qui avait alors envahit puis annexé le Koweït en août 1990.
Les cinq membres permanents du Conseil de Sécurité ont voté en faveur de la résolution, avec l'Autriche, la Belgique, la Côte d'Ivoire, l'Inde, la Roumanie, le Zaïre et le Zimbabwe. Cuba a voté contre et l'Équateur et le Yémen se sont abstenus.

## Texte[3]
[...]
Le Conseil de sécurité,
Rappelant ses résolutions 660 (1990) du 2 août 1990, 661 (1990) du 6 août 1990, 662 (1990) du 9 août 1990, 664 (1990) du 18 août 1990, 665 (1990) du 25 août 1990, 666 (1990) du 13 septembre 1990, 667 (1990) du 16 septembre 1990, 669 (1990) du 24 septembre 1990, 670 (1990) du 25 septembre 1990, 674 (1990) du 29 octobre 1990, 677 (1990), 678 (1990) et 686 (1991),
Se félicitant du rétablissement de la souveraineté, de l'indépendance et de l'intégrité territoriale du Koweït ainsi que du retour de son gouvernement légitime,
Affirmant l'engagement de tous les États membres en faveur de la souveraineté, de l'intégrité territoriale et de l'indépendance politique du Koweït et de l'Irak, et notant l'intention exprimée par les États membres coopérant avec le Koweït en vertu du paragraphe 2 de la résolution 678 (1990) de mettre fin à leur présence militaire en Irak dès que possible, conformément au paragraphe 8 de la résolution 686 (1991),
Réaffirmant la nécessité d'obtenir des assurances sur les intentions pacifiques de l'Irak, compte tenu de son invasion et de son occupation illégales du Koweït,
Prenant note de la lettre envoyée par le ministre des Affaires étrangères de l'Irak le 27 février 1991 ainsi que de celles envoyées conformément à la résolution 686 (1991),
Notant que l'Irak et le Koweït, en tant qu'États souverains indépendants, ont signé à Bagdad, le 4 octobre 1963, les "Procès-verbaux convenus entre l'État du Koweït et la République d'Irak concernant le rétablissement des relations amicales, la reconnaissance et les questions connexes", reconnaissant ainsi formellement la frontière entre l'Irak et le Koweït ainsi que l'allocation des îles, documents enregistrés auprès des Nations unies conformément à l'Article 102 de la Charte des Nations unies, et par lesquels l'Irak a reconnu l'indépendance et la souveraineté complète de l'État du Koweït dans ses frontières définies et acceptées dans la lettre du Premier ministre irakien datée du 21 juillet 1932, et acceptées par le dirigeant du Koweït dans sa lettre du 10 août 1932,
Conscient de la nécessité de délimiter ladite frontière,
Conscient également des déclarations de l'Irak menaçant d'utiliser des armes en violation de ses obligations en vertu du Protocole de Genève de 1925 interdisant l'usage de gaz asphyxiants, toxiques ou d'autres substances, ainsi que des méthodes bactériologiques de guerre, et de son utilisation antérieure d'armes chimiques, et affirmant que toute utilisation ultérieure de telles armes par l'Irak entraînerait de graves conséquences,
Rappelant que l'Irak a souscrit à la Déclaration adoptée par tous les États participant à la Conférence des États parties au Protocole de Genève de 1925 et autres États intéressés, tenue à Paris du 7 au 11 janvier 1989, visant l'élimination universelle des armes chimiques et biologiques,
Rappelant également que l'Irak a signé la Convention sur l'interdiction du développement, de la production et du stockage des armes bactériologiques (biologiques) et à toxines et sur leur destruction, du 10 avril 1972,
Notant l'importance de la ratification de cette convention par l'Irak,
Notant également l'importance pour tous les États d'adhérer à cette convention et encourageant la prochaine Conférence d'examen à renforcer son autorité, son efficacité et sa portée universelle,
Soulignant l'importance d'une conclusion rapide par la Conférence du désarmement de ses travaux sur une convention interdisant universellement les armes chimiques et de l'adhésion universelle à cette dernière,
Conscient de l'utilisation par l'Irak de missiles balistiques lors d'attaques non provoquées et donc de la nécessité de prendre des mesures spécifiques concernant ces missiles situés en Irak,
Préoccupé par les rapports en possession des États membres indiquant que l'Irak a tenté d'acquérir des matériaux pour un programme d'armement nucléaire en violation de ses obligations en vertu du Traité sur la non-prolifération des armes nucléaires du 1er juillet 1968,
Rappelant l'objectif de l'établissement d'une zone exempte d'armes nucléaires au Moyen-Orient,
Conscient de la menace que représentent toutes les armes de destruction massive pour la paix et la sécurité dans la région et de la nécessité de travailler à l'établissement d'une zone libre de telles armes au Moyen-Orient, conscient également de l'objectif d'atteindre un contrôle équilibré et compréhensible des armements dans la région,
Conscient en outre de l'importance d'atteindre les objectifs mentionnés ci-dessus en utilisant tous les moyens disponibles, y compris un dialogue entre les États de la région,
Notant que la résolution 686 (1991) a marqué la levée des mesures imposées par la résolution 661 (1990) en ce qui concerne le Koweït,
Notant également que malgré les progrès accomplis dans l'exécution des obligations de la résolution 686 (1991), de nombreux ressortissants koweïtiens et de pays tiers restent portés disparus et des biens demeurent non restitués,
Rappelant la Convention internationale contre la prise d'otages, ouverte à la signature à New York le 18 décembre 1979, qui qualifie tous les actes de prise d'otages de manifestations de terrorisme international,
Déplorant les menaces formulées par l'Irak pendant le conflit récent de recourir au terrorisme contre des cibles situées hors d'Irak ainsi que la prise d'otages par l'Irak,
Prenant note avec une vive préoccupation des rapports du Secrétaire général du 20 mars 1991 et du 28 mars 1991, et conscient de la nécessité de répondre d’urgence aux besoins humanitaires au Koweït et en Irak,
Gardant à l’esprit son objectif de rétablir la paix et la sécurité internationales dans la région, tel qu’énoncé dans les résolutions récentes du Conseil de sécurité,
Conscient de la nécessité de prendre les mesures suivantes en vertu du Chapitre VII de la Charte,
1. Affirme l’ensemble des treize résolutions mentionnées ci-dessus, sauf modifications expressément énoncées ci-après pour atteindre les objectifs de cette résolution, y compris un cessez-le-feu formel ;
2. Exige que l'Irak et le Koweït respectent l’inviolabilité de la frontière internationale et l’attribution des îles définies dans les "Minutes convenues entre l'État du Koweït et la République d'Irak concernant le rétablissement des relations amicales, la reconnaissance et les questions connexes", signées par eux dans l'exercice de leur souveraineté à Bagdad le 4 octobre 1963, enregistrées et publiées par l'ONU sous le document 7063, United Nations, Treaty Series, 1964 ;
3. Prie instamment le Secrétaire général d’apporter son assistance pour organiser, en accord avec l'Irak et le Koweït, la démarcation de la frontière entre les deux pays, en s’appuyant sur les documents pertinents, notamment la carte transmise par le document du Conseil de sécurité S/22412, et de faire rapport au Conseil de sécurité dans un délai d’un mois ;
4. Décide de garantir l’inviolabilité de la frontière internationale susmentionnée et de prendre toutes les mesures nécessaires à cette fin conformément à la Charte des Nations Unies ;
5. Prie le Secrétaire général, après consultation avec l'Irak et le Koweït, de soumettre dans un délai de trois jours un plan pour le déploiement immédiat d'une unité d'observateurs des Nations Unies afin de surveiller le Khor Abdullah et une zone démilitarisée, qui est par la présente établie, s'étendant sur 10 km en territoire irakien et 5 km en territoire koweïtien à partir de la frontière définie dans les "Minutes convenues" du 4 octobre 1963 ; d’empêcher les violations de la frontière par sa présence et sa surveillance dans la zone démilitarisée ; d'observer tout acte hostile ou potentiellement hostile en provenance d’un État vers l'autre ; et que le Secrétaire général fasse des rapports réguliers au Conseil de sécurité sur les opérations de l’unité et immédiatement en cas de violations graves de la zone ou de menaces potentielles à la paix ;
6. Note que dès que le Secrétaire général notifiera au Conseil de sécurité l’achèvement du déploiement de l’unité d'observateurs des Nations Unies, les conditions seront réunies pour que les États Membres coopérant avec le Koweït, conformément à la résolution 678 (1990), mettent fin à leur présence militaire en Irak, conformément à la résolution 686 (1991) ;
7. Invite l'Irak à réaffirmer sans condition ses obligations en vertu du Protocole de Genève pour l’interdiction de l’emploi à la guerre des gaz asphyxiants, toxiques ou similaires, et des moyens bactériologiques, signé à Genève le 17 juin 1925, et à ratifier la Convention sur l'interdiction du développement, de la production et du stockage des armes bactériologiques (biologiques) et à toxines et sur leur destruction, du 10 avril 1972 ;
8. Décide que l'Irak devra accepter sans condition la destruction, l'élimination ou la neutralisation, sous supervision internationale, de :  (a) Toutes les armes chimiques et biologiques ainsi que tous les stocks d'agents, sous-systèmes et composants associés, ainsi que toutes les installations de recherche, de développement, de soutien et de fabrication ;  (b) Tous les missiles balistiques ayant une portée supérieure à 150 kilomètres et toutes les pièces majeures et installations de réparation et de production associées ;
9. Décide de mettre en œuvre le paragraphe 8 ci-dessus selon les modalités suivantes :  (a) L'Irak devra soumettre au Secrétaire général, dans un délai de quinze jours après l’adoption de la présente résolution, une déclaration précisant l’emplacement, la quantité et les types de tous les éléments visés au paragraphe 8, et accepter des inspections urgentes sur place ;  (b) Le Secrétaire général, en consultation avec les gouvernements concernés et, le cas échéant, avec le Directeur général de l'Organisation mondiale de la santé, devra, dans un délai de quarante-cinq jours après l'adoption de la présente résolution, soumettre au Conseil un plan visant à achever dans les quarante-cinq jours suivants les actions suivantes :  (i) La constitution d'une Commission spéciale chargée de mener des inspections immédiates sur place des capacités biologiques, chimiques et balistiques de l'Irak, sur la base des déclarations de l’Irak et de la désignation d’autres sites par la Commission elle-même ;  (ii) La remise par l'Irak de la possession des armes et infrastructures visées au paragraphe 8 (a) à la Commission spéciale, qui procédera à leur destruction, élimination ou neutralisation, en tenant compte des impératifs de sécurité publique, ainsi qu'à la destruction sous supervision de toutes les capacités balistiques de l’Irak visées au paragraphe 8 (b) ;  (iii) La fourniture par la Commission spéciale de l'assistance et de la coopération nécessaires au Directeur général de l'Agence internationale de l'énergie atomique conformément aux paragraphes 12 et 13 ci-dessous ;
10. Décide que l’Irak devra s’engager inconditionnellement à ne pas utiliser, développer, construire ou acquérir l’un des éléments spécifiés aux paragraphes 8 et 9 ci-dessus et demande au Secrétaire général, en consultation avec la Commission spéciale, d’élaborer un plan pour le suivi et la vérification continus du respect par l’Irak de ce paragraphe, à soumettre au Conseil de sécurité pour approbation dans un délai de cent vingt jours à compter de l’adoption de la présente résolution ;
11. Invite l’Irak à réaffirmer sans condition ses obligations en vertu du Traité sur la non-prolifération des armes nucléaires du 1er juillet 1968 ;
12. Décide que l’Irak devra accepter inconditionnellement de ne pas acquérir ou développer des armes nucléaires ou des matériaux pouvant être utilisés pour des armes nucléaires, ni aucun sous-système ou composant, ni aucune installation de recherche, développement, soutien ou production liée à ces éléments ; qu’il devra soumettre au Secrétaire général et au Directeur général de l’Agence internationale de l’énergie atomique, dans un délai de quinze jours après l’adoption de la présente résolution, une déclaration précisant les emplacements, quantités et types de tous les éléments spécifiés ci-dessus ; qu’il devra placer tous ses matériaux nucléaires utilisables à des fins militaires sous le contrôle exclusif, en vue de leur garde et de leur retrait, de l’Agence internationale de l’énergie atomique, avec l’aide et la coopération de la Commission spéciale, conformément au plan du Secrétaire général mentionné au paragraphe 9 (b) ci-dessus ; qu’il devra accepter, conformément aux dispositions du paragraphe 13 ci-dessous, des inspections urgentes sur place et la destruction, l’élimination ou la neutralisation appropriée de tous les éléments spécifiés ci-dessus ; et qu’il devra accepter le plan mentionné au paragraphe 13 ci-dessous pour le suivi et la vérification continus de son respect de ces engagements ;
13. Demande au Directeur général de l’Agence internationale de l’énergie atomique, par l’intermédiaire du Secrétaire général et avec l’aide et la coopération de la Commission spéciale comme prévu dans le plan du Secrétaire général au paragraphe 9 (b) ci-dessus, de procéder immédiatement à une inspection sur place des capacités nucléaires de l’Irak sur la base des déclarations de l’Irak et des emplacements supplémentaires désignés par la Commission spéciale ; d’élaborer un plan à soumettre au Conseil de sécurité dans un délai de quarante-cinq jours, prévoyant la destruction, l’élimination ou la neutralisation, selon les besoins, de tous les éléments énumérés au paragraphe 12 ci-dessus ; de mettre en œuvre ce plan dans un délai de quarante-cinq jours suivant son approbation par le Conseil de sécurité ; et d’élaborer un plan, en tenant compte des droits et obligations de l’Irak en vertu du Traité sur la non-prolifération des armes nucléaires du 1er juillet 1968, pour le suivi et la vérification continus du respect par l’Irak du paragraphe 12 ci-dessus, comprenant un inventaire de tous les matériaux nucléaires en Irak soumis à la vérification de l’Agence et des inspections pour confirmer que les garanties de l’Agence couvrent toutes les activités nucléaires pertinentes en Irak, à soumettre au Conseil de sécurité pour approbation dans un délai de cent vingt jours après l’adoption de la présente résolution ;
14. Note que les actions à entreprendre par l’Irak en vertu des paragraphes 8, 9, 10, 11, 12 et 13 de la présente résolution représentent des étapes vers l’objectif d’établir au Moyen-Orient une zone exempte d’armes de destruction massive et de tous les missiles destinés à leur livraison ainsi que l’objectif d’une interdiction mondiale des armes chimiques ;
15. Demande au Secrétaire général de faire rapport au Conseil de sécurité sur les mesures prises pour faciliter le retour de tous les biens koweïtiens saisis par l’Irak, y compris une liste des biens que le Koweït affirme ne pas avoir été restitués ou ne pas l’avoir été en bon état ;
16. Réaffirme que l’Irak, sans préjudice des dettes et obligations de l’Irak nées avant le 2 août 1990, qui seront traitées par les mécanismes normaux, est responsable, en vertu du droit international, de toute perte directe, de tout dommage, y compris les dommages environnementaux et l’épuisement des ressources naturelles, ou de toute blessure infligée aux gouvernements étrangers, à leurs ressortissants et aux sociétés, du fait de l’invasion et de l’occupation illégales du Koweït par l’Irak ;
17. Décide que toutes les déclarations faites par l’Irak depuis le 2 août 1990 rejetant sa dette extérieure sont nulles et non avenues, et exige que l’Irak respecte scrupuleusement toutes ses obligations en matière de service et de remboursement de sa dette extérieure ;
18. Décide également de créer un fonds destiné à indemniser les demandes relevant du paragraphe 16 ci-dessus et d’établir une Commission chargée d’administrer ce fonds ;
19. Ordonne au Secrétaire général d’élaborer et de soumettre au Conseil de sécurité, pour décision dans un délai de trente jours suivant l’adoption de la présente résolution, des recommandations concernant ce fonds afin de répondre aux exigences de paiement des demandes établies conformément au paragraphe 18 ci-dessus et pour un programme de mise en œuvre des décisions prises aux paragraphes 16, 17 et 18 ci-dessus, y compris : l’administration du fonds ; les mécanismes permettant de déterminer le niveau approprié de contribution de l’Irak au fonds, basé sur un pourcentage de la valeur des exportations de pétrole et de produits pétroliers de l’Irak, ne dépassant pas un chiffre qui sera suggéré au Conseil par le Secrétaire général, en tenant compte des besoins du peuple irakien, de la capacité de paiement de l’Irak évaluée en conjonction avec les institutions financières internationales en prenant en considération le service de la dette extérieure, et des besoins de l’économie irakienne ; les modalités garantissant que les paiements sont effectués au fonds ; le processus par lequel les fonds seront alloués et les demandes payées ; les procédures appropriées pour évaluer les pertes, répertorier les demandes et vérifier leur validité, ainsi que pour résoudre les différends relatifs aux demandes liées à la responsabilité de l’Irak, comme précisé au paragraphe 16 ci-dessus ; et la composition de la Commission désignée ci-dessus.
20. Décide que, en attendant d’approuver les recommandations du Secrétaire général en vertu du paragraphe 19 ci-dessus, l’Irak ne pourra pas exporter de pétrole ou de produits pétroliers, sauf en conformité avec des arrangements approuvés par le Conseil de sécurité, y compris pour le paiement des demandes d’indemnisation ;
21. Décide que tous les États doivent empêcher l’importation de tout pétrole ou produit pétrolier en provenance d’Irak ou exporté par l’Irak, sauf en conformité avec les arrangements prévus par le Conseil de sécurité en vertu du paragraphe 20 ci-dessus ;
22. Décide que l’Irak devra coopérer pleinement avec le Comité international de la Croix-Rouge et d’autres organisations internationales appropriées pour permettre l’identification et le retour de tous les citoyens koweïtiens et ressortissants de pays tiers détenus par l’Irak, et exhorte l’Irak à fournir immédiatement l’accès aux tombes des victimes koweïtiennes ou de pays tiers en Irak afin que leurs restes puissent être exhumés et restitués ;
23. Demande au Secrétaire général de transmettre au Conseil de sécurité, en consultation avec le gouvernement du Koweït, une évaluation des dommages causés par l’invasion et l’occupation du Koweït par l’Irak aux infrastructures gouvernementales et économiques du Koweït, y compris les dommages causés aux installations pétrolières ;
24. Se félicite de l’intention du Koweït de coopérer avec les organisations internationales compétentes pour coordonner les efforts d’aide humanitaire, de reconstruction et de développement au Koweït, et encourage les États membres et les organisations internationales à soutenir ces efforts ;
25. Exige que l’Irak informe le Conseil de sécurité qu’il accepte les dispositions des paragraphes ci-dessus dans un délai de quinze jours à compter de l’adoption de la présente résolution ;
26. Décide que, dès réception de la confirmation par le Conseil de sécurité de l’acceptation de l’Irak des dispositions de la présente résolution, toutes les mesures prévues dans les résolutions 661 (1990), 665 (1990), 670 (1990), 687 (1991) et autres résolutions pertinentes du Conseil de sécurité resteront en vigueur, sauf indication contraire du Conseil de sécurité dans une résolution ultérieure ;
27. Décide de rester saisi de la question afin de garantir la mise en œuvre de la présente résolution et d’adopter toute autre mesure nécessaire pour assurer le respect de ses dispositions.
28. Convient d’examiner régulièrement ses décisions figurant aux paragraphes 22, 23, 24 et 25 ci-dessus, à l’exception des points spécifiés et définis aux paragraphes 8 et 12 ci-dessus, et en tout état de cause dans un délai de cent vingt jours après l’adoption de la présente résolution, en tenant compte de la conformité de l’Irak à la résolution et des progrès généraux vers le contrôle des armements dans la région ;
29. Décide que tous les États, y compris l’Irak, doivent prendre les mesures nécessaires pour s’assurer qu’aucune réclamation ne pourra être introduite par le gouvernement irakien, par toute personne ou entité en Irak, ou par toute personne agissant pour ou au bénéfice de telles personnes ou entités, en lien avec un contrat ou une autre transaction dont l’exécution a été affectée par les mesures prises par le Conseil de sécurité dans la résolution 661 (1990) et les résolutions connexes ;
30. Décide qu’en vue de faciliter le rapatriement de tous les ressortissants koweïtiens et de pays tiers, l’Irak devra coopérer pleinement avec le Comité international de la Croix-Rouge, en fournissant la liste de ces personnes, en facilitant l’accès du Comité international de la Croix-Rouge à toutes ces personnes où qu’elles se trouvent ou soient détenues, et en facilitant les recherches menées par le Comité international de la Croix-Rouge pour retrouver les ressortissants koweïtiens et de pays tiers toujours portés disparus ;
31. Invite le Comité international de la Croix-Rouge à tenir informé le Secrétaire général, selon qu’il conviendra, de toutes les activités entreprises en vue de faciliter le rapatriement ou le retour de tous les ressortissants koweïtiens et de pays tiers, ou de leurs dépouilles, présents en Irak à partir du 2 août 1990 ;
32. Exige que l’Irak informe le Conseil de sécurité qu’il ne commettra ni ne soutiendra aucun acte de terrorisme international et qu’il n’autorisera aucune organisation visant à commettre de tels actes à opérer sur son territoire, et qu’il condamne sans équivoque et renonce à tous les actes, méthodes et pratiques terroristes ;
33. Déclare que, dès notification officielle par l’Irak au Secrétaire général et au Conseil de sécurité de son acceptation des dispositions ci-dessus, un cessez-le-feu formel entre en vigueur entre l’Irak et le Koweït ainsi qu’avec les États membres coopérant avec le Koweït conformément à la résolution 678 (1990) ;
34. Décide de rester saisi de la question et de prendre toute mesure supplémentaire qui pourrait être nécessaire pour assurer l’application de la présente résolution et garantir la paix et la sécurité dans la région.